# Distrito Escolar Unificado de West Contra Costa
El Distrito Escolar Unificado de West Contra Costa (West Contra Costa Unified School District, WCCUSD) es un distrito escolar de California. Tiene su sede en Richmond. El distrito, situada en el Este de la Bahía, al norte de Berkeley, sirve las ciudades de Richmond, El Cerrito, Hercules, Pinole, y San Pablo. El distrito también sirve muchas áreas no incorporadas, incluyendo El Sobrante, Kensington, y North Richmond. El distrito tiene más de 30.000 estudiantes.